# Pomník obětem první světové války (Rudoltice)
Pomník obětem první světové války v Rudolticích je zaniklý pomník, jenž byl postaven rudoltickými občany německé národnosti roku 1937. Nacházel se v oploceném areálu kamenného kříže pod kostelem. Deska, hlavní část pomníku, zmizela za nejasných okolností v říjnu 1945, pravděpodobně přičiněním českých pseudorevolucionářů v průběhu národnostních třenic, které se v Rudolticích odehrávaly po skončení 2. světové války. 

## Historie

### Stavba pomníku
Rudoltičtí chtěli již dlouho postavit symbol hrdinství místních vojáků, kteří položili životy za 1. světové války. Kvůli velmi rozdílným názorům a sporům se se stavbou začalo však až téměř po dvaceti letech po skončení války, kdy byl založen spolek bývalých rudoltických frontových vojáků nazvaný „Vlast synům ve světové válce.“ To se stalo v roce 1936 a teprve dne 21. listopadu 1937 bylo při lidovém shromáždění pod vedením starosty Viktora Frodla o stavbě pomníku jednoznačně rozhodnuto. Za členy nové komise pro stavbu pomníku byli vybráni řídící učitel Süß a farář Juřena, za předsedu byl zvolen Julius Hübl. 
Podle připomínky výměnkáře Aloise Hübla se při tomto budování mělo pamatovat na zásadu „z vlasti pro vlast“ a proto měl být vybrán kámen nacházející se v rudoltickém katastru, což se později podařilo. Obrovský kamenný blok byl s těžkostmi a s vynaložením velkých fyzických sil přivezen z knížecího lesa. K úpravám byl použit kus farní zahrady. Dosavadní zahradní zeď byla stržena a nahrazena novou, kostelní brána byla odstraněna, starý příchod zdola ke kostelu byl zrušen. Materiál k dosypání byl brán z kopce pod farní stodolou. Nejdříve musel být přemístěn velký kamenný kříž (původně stojící na téměř shodném místě jako pomník) z roku 1741. Při pracích bylo denně zaměstnáno průměrně dvacet mužů, kteří vše dělali bez nároku na odměnu. Vypomáhala stavební firma Diettrich Lanškroun, bronzovou tabuli odlila jedna brněnská slévárna, vybrousila a zařídila firma Ryba z České Třebové. Na pamětní desce bylo znázorněno tehdejší uspořádání řadové vesnice s očíslováním domů, vedle nichž stála jména příslušných padlých. Tato myšlenka pocházela od Aloise Hübla, konkrétní návrh provedl lanškrounský učitel Jaschensky-Friedl. Stavba trvala pouze tři týdny měsíce února a března za velmi krásného počasí. Cena se vyšplhala na devět tisíc prvorepublikových korun za dodání a práci s kameny, mříže byly za tři tisíce korun.

### Odhalení pomníku
Rozhodování o dokončení se plánovalo tak, aby se stihlo odhalení památníku na tradičně slavenou rudoltickou pouť sv. Petra a Pavla, patronů kostela i celé obce. Kvůli rozšíření infekční nemoci slintavky a kulhavky však úřady na dlouhou dobu zakázaly shromáždění obyvatelstva. Nakonec proběhla dlouho očekávaná oslava vztyčení pomníku přesně o rok později, 29. června 1939, tedy v předvečer 2. světové války. Všichni měli ještě v živé paměti utrpení a ztráty svých příbuzných, odvedenců na frontu. Slavnostní proslov nemohl mít nikdo jiný než Alois Hübl. Další řečník, Ferdinand Janisch, veřejně poděkoval právě jemu, jenž se o stavbu pomníku zdaleka nejvíc zasloužil, včetně organizace dobrovolné neplacené práce. 

### Další osudy pomníku
Po skončení 2. světové války deska za podivných a dosud nevyjasněných okolností v říjnu 1945 zmizela. Poté se na místě desky nacházelo pouze prázdné místo, obrostlé břečťanem. V rámci oslav 700 let od první písemné zmínky o Rudolticích v roce 2004 byl navázán kontakt s bývalými rodáky ze SRN. Se starostou obce Rudoltic bylo nejprve projednáváno, že se na náklady krajanského sdružení a ve spolupráci s obcí nechá odlít kopie původní desky, která by byla znovuodhalena při oslavách jubilea. Tento záměr byl později zmařen malým zájmem o spolupráci dalších německých rodáků, kterým údajně dnešní potřeba obnovení desky padlým z 1. světové války již nepřipadá aktuální. Obec Rudoltice však přesto zhotovila na původním místě pamětní bronzové desky jinou, žulovou, která slouží jak k uctění obětí 1. i 2. světové války, tak zároveň jako upomínka na sedmisté jubileum trvání obce, a  snad zároveň jako příslib  usmíření mezi oběma národy. Výše zmíněné oslavy, jejichž součástí bylo i slavnostní odhalení nového pomníku, se konaly 25. 6. – 27. 6. 2004. Mezi přítomnými hosty byl nejen současný královéhradecký biskup, ale i zástupci z řad původního německého obyvatelstva.

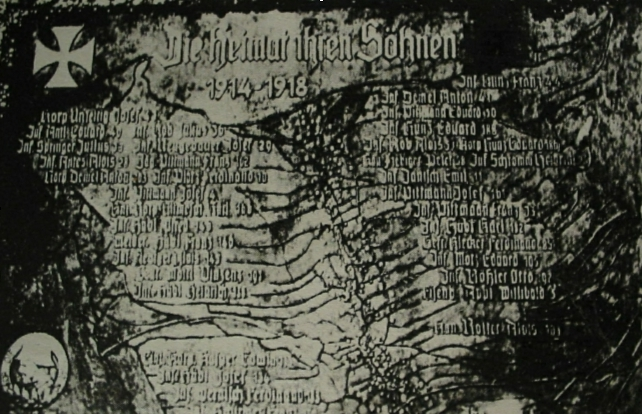
Fotografie pomníku se jmény padlých. Zdroj: SOA v Zámrsku – SOkA Ústí nad Orlicí: OŠ Rudoltice. Kronika obecné školy 1922-1944, s. 97.

## Jména padlých uvedena na desce
Jména padlých uvedena na desce v abecedním pořádku: Antes Alois, Antl Eduard, Appl Willibald, Demel Anton, Fiebiger Alois, Fiebiger Peter, Hübl Alfred, Hübl Franz, Hübl Heinrich, Hübl Josef, Hübl Karl, Janisch Emil, Kasper Erwin, Klecker Ferdinand, Klimesch Karl, Kunz Eduard, Kunz Franz, Mottl Vinzenz, Motl Eduard, Neugebauer Josef, Pittmann Eduard, Pittmann Franz, Pittmann Josef, Plotz Ferdinand, Rob Alois, Rob Julius, Rößler Otto, Rotter Alois, Schirmer Franz, Schromm Heinrich, Springer Julius, Unzeitig Josef, Wernisch Ferdinand. Jména Demel Anton, Kunz Eduard, Pittmann Franz a Pittmann Josef byla na pamětní desce zastoupena dvakrát. Počet padlých díky jejich onemocnění během výkonu válečné služby se zvýšil na 37.